# Huit monologues de femmes
Huit monologues de femmes (2003) ist ein Prosawerk des tadschikischen Schriftstellers und Dramatikers Barzou Abdourazzoqov (tadschikisch Барзу Абдураззоқов), das 2007 erstmals in Übersetzung erschienen ist, bei Zulma in Paris, übersetzt vom Russischen ins Französische. 
Der Originaltitel lautet auf Russisch Исповедь (zu Deutsch Beichte) und Stephan A. Dudoignon hat es übersetzt.
Bei ihrer Veröffentlichung in Tadschikistan waren die "Monologe" ein klarer Erfolg.
In französischer Sprache sind inzwischen drei Ausgaben erschienen (2007, 2013 und 2018) und es fand im Péniche Théâtre Story-Boat (Conflans-Sainte-Honorine) mit Dominique Deschaintres und Joëlle Nacmias und unter Regie von Olivier H'Small eine szenische Aufführung mit dem Titel "Borderline" statt (2014).

## Die Abschnitte und ihre Sprecherinnen
Die acht kurzen Monologe sind von verschiedenen Frauen, zwischen drei und acht Seiten lang (bei etwa 280 Wörtern pro Seite) und machen zusammen 52 Seiten aus. Es "sprechen":
- eine Frau mit zwei fast erwachsenen Kindern, deren Mann sie spurlos verlässt (I., 7 Seiten)
- eine Frau mit Ehemann und "Cousin" (II., 4 Seiten)
- eine Jugendliche, die nach Vergewaltigung und ungewollter Schwangerschaft weggeht und ihre Identität wechselt (III., 6 Seiten)
- eine Ökologie-Dozentin, die sich in einen ihrer Studenten verliebt, der ihr dann seine Ethik ihres Faches präsentiert (IV., 7 Seiten)
- eine Bettlerin, die sich und zwei Kinder durchzubringen versucht (V., 3 Seiten)
- eine Staatsdienerin, Workaholic in gehobener Position, die die junge Geliebte ihres Mannes ins Gefängnis bringen lässt (VI., 8 Seiten)
- eine Prostituierte, die über die Machtfülle ihres Berufes nachdenkt (VII., 4 Seiten)
- die Mutter einer seit zwei Jahren verschwundenen Tochter (VIII., 4 Seiten)

## Rezeption
Dominique Baillon-Lalande schreibt in seiner Rezension, es handele ich um Zeugnisse, die leuchtend, wütend und vernichtend seien. Im Hintergrund dieser Zeugnisse von "gewöhnlichen und anonymen" Personen würden Themen wie Identität, Freiheit und Stolz verhandelt. Aufseiten der Sprecherinnen werde dabei ein bewegender und überzeugter Anspruch erhoben, was Baillon-Lalande als sehr überzeugend empfunden hat.